# Színlátás

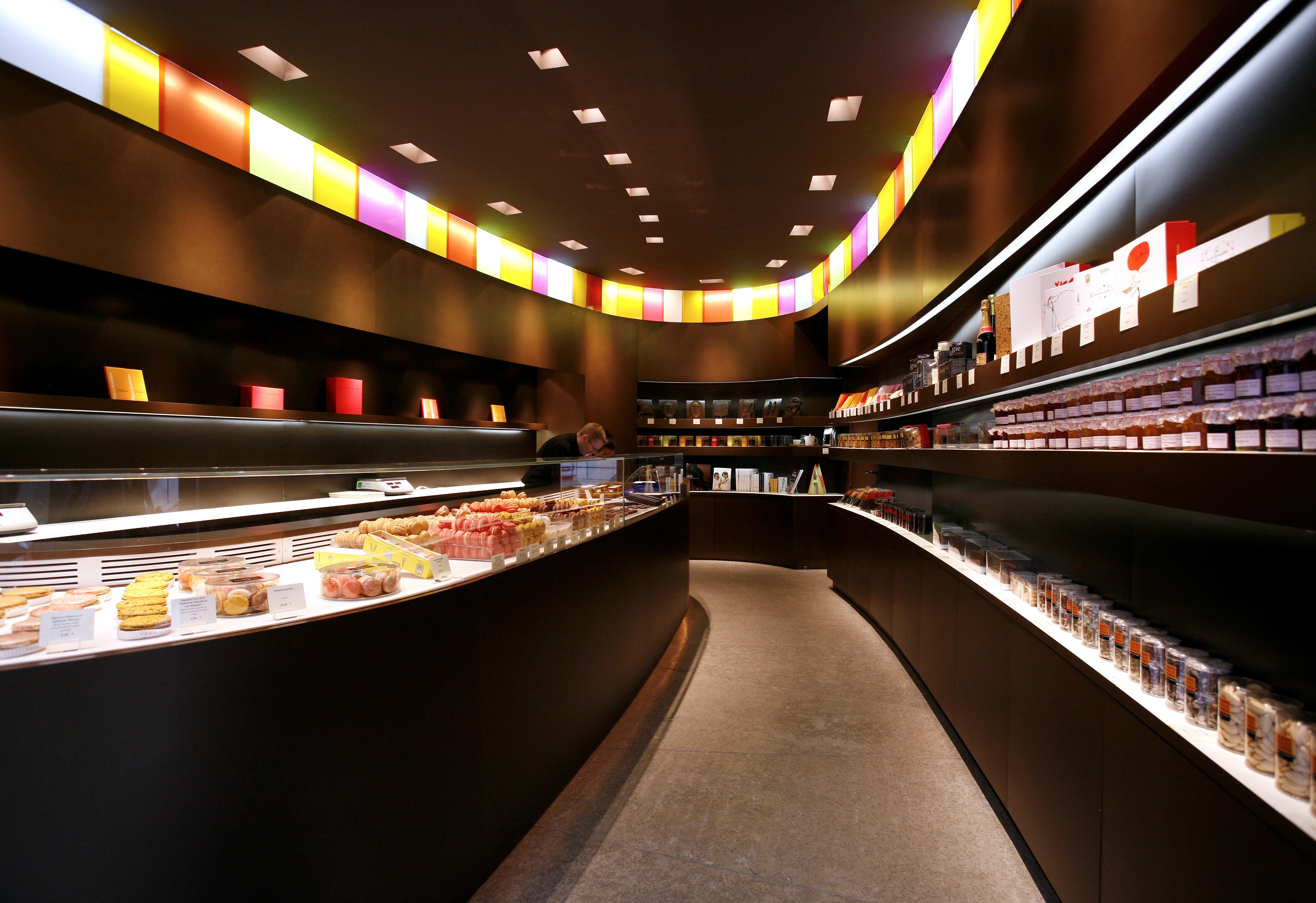
Csokoládé-bolt színei fényekkel megvilágítva

A színlátás segítségével az élőlények (vagy a gépek) képesek megkülönböztetni a tárgyakat, a tárgy felületéről visszaverődő fény hullámhossza (színe) alapján.

## Az emberi színlátás
Az emberi idegrendszer a retinán található különböző típusú csapok fényre adott válaszainak együttes eredményeként különíti el a színeket, így okozva a színérzetet az élőlények számára. A csapok a látható fénytartomány bizonyos szeleteire érzékenyek, viszont csak a beérkező fény mennyiségéről adnak információt az idegrendszernek, a beérkező fény hullámhosszáról nem. Az emberek számára a látható színtartományt hozzávetőlegesen a 380 - 740 nm hullámhosszú elektromágneses sugárzás jelenti. Ezt a színtartományt az emberi szem három különböző típusú csappal fedi le, más fajoknál mind a látható színtartomány, mind a csapok száma eltérő.
Példának okáért, egy piros szoknya nem piros színt sugároz ki. Inkább azt mondhatnánk, hogy elnyeli az (ember számára) látható fénytartomány minden frekvenciáját, kivéve a piros érzetet keltő frekvenciákat. Egy tárgy színe fajspecifikus szubjektív élmény, nem pedig a tárgy fizikai tulajdonsága. (Helyesen nem is ‘piros szoknyának’ kellene nevezni, hanem egy olyan szoknyának, ami nappali fény mellett az emberek számára a pirosnak nevezett élményt okozza).

## A színek egységei
Isaac Newton volt az első, aki a prizmán áthaladó, a spektrális színekre (vagyis a szivárvány színeire) bomló napfénynyaláb jelenségével először érdemben foglalkozott. Ő tett először különbséget az összetett és a tiszta fény között. Megmutatta, hogy ha a spektrum színei közül kiválasztunk egyet (például a sárgát), és rávetítjük egy megfelelő színtartományra (sárga esetén ez nagyjából a 450-480 nm-es tartomány (kék)), akkor fehéret látunk. Bármely két spektrális összetevőt, melyekről elmondható, hogy ha összeadjuk őket, fehéret kapunk, komplementernek (kiegészítő) nevezzük.
Egy átlagos emberi szem több száz színárnyalatot képes megkülönböztetni, melyek a spektrális színek különböző arányú összegéből képződnek. Newton hét spektrális alapszínt feltételezett (a tudomány mai álláspontja szerint helytelenül) abból kiindulva, hogy a látás és a hallás szoros kapcsolatban áll (a zenei skála is oktávonként hét hangból áll).

### Newton-féle színkör

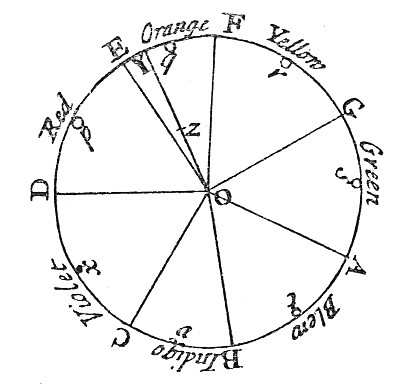
Newton-féle színkör

A színek elrendeződésének modelljéül Newton a színkört alkalmazta. A hét ék alakú körcikk mindegyike egy-egy spektrális színt ábrázol, ezekre Newton többféle szabályt is kidolgozott. A  színkeverés a színkör segítségével a következőképpen írható le: A körön két tetszőleges színt kiválasztva az összegük alkotta szín az őket összekötő vonal súlypontján található, ahol a súlypont a színek színkeverés során alkalmazott arányából számítható.
Newton hét körcikke azt a vélekedését tükrözi, miszerint hét különálló tiszta színnek kell léteznie. Ma már tudjuk, hogy ez nem így van, ezért a Newton féle színkört Johannes Itten módosította úgy, hogy a komplemeter színpárok egymással szemben legyenek, és a kör közepére pedig a fehér szín kerüljön. Ezen a színkörön már látható, hogy a színek nem neveik, hanem hullámhosszuk szerint rendezettek, de nem egyformán oszlanak el a színkörön (mivel vannak olyan hullámhosszok, amelyeknek nincsenek komplementer kiegészítőik).

### Háromszín-elmélet
Newtont követően - és Newton elképzelésével szemben - egyre több olyan elmélet látott napvilágot, mely szerint három megfelelően kiválasztott alapszínből valamennyi szín kikeverhető. Thomas Young angol orvos és fizikus 1802-ben kifejtette, hogy a színlátás háromszín természetének élettani alapjai vannak, és a színérzékelés a szemben elhelyezkedő háromféle receptor ingerlési mintázatainak eredményeként jön létre. A három alapvető színérzéklet, a piros, a zöld és az ibolyaszín az idegrendszer elkülönült elemei.

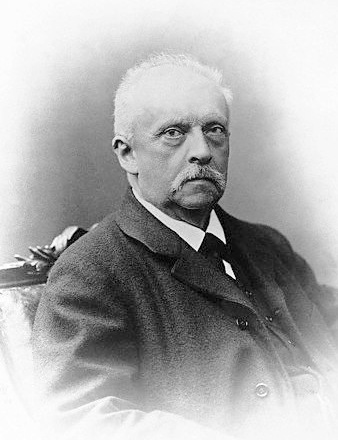
Hermann Ludwig von Helmholtz (1821-1894)

Young elméletét ötven évvel később Hermann Ludwig von Helmholtz fejlesztette tovább, és Young-Helmholtz-elméletként, illetve háromszín-elméletként vált ismertté. Helmholtz szerint a szemben háromféle, ma már csapokként ismert színreceptor van, melyek a látható fény hosszú (piros), közepes (zöld) vagy rövid (kék) hullámhosszúságú tartományába eső fényre érzékenyek. A három receptor együtt határozza meg a színérzékelést.

### Ellenszínelmélet
Ewald Hering 1874-ben terjesztette elő ellenszínelméletét, mely szerint négy alapszín létezik: kék, vörös, zöld és a sárga. A vörös és a zöld, a sárga és a kék ellentétes színek, ugyanis nem észlelhetők egyszerre. Sohasem látunk vöröseszöldet vagy sárgáskéket, hiszen a vörös és zöld keverékét sárgának, a kék és a sárga keverékét pedig fehérnek látjuk.
Hering szerint látórendszerünk kétféle színérzékeny egységet tartalmaz, az egyik a zöldre vagy a vörösre, a másik a kékre vagy a sárgára válaszol. A két egység másképp kezeli a színeket: a vörös-zöld rendszer például növeli aktivitását vörös szín hatására, zöld színnél pedig csökkenti. A sárga-kék egység növeli válaszgyakoriságát, ha kék inger stimulálja, és csökkenti, ha sárga.
Hering elmélete a negatív utókép jelenségére is magyarázatot ad. Ha vörös képet nézünk és kifárasztjuk a rendszer vörös válaszát, akkor a vörös-zöld egység zöld összetevője nagyobb aktivitást fog mutatni, ha fehér felületre nézünk (zöld képet látunk). Tehát az ellenszínt észleljük, ha egy ideig egy bizonyos színárnyalatú ingernek vagyunk kitéve. Ez megfelel annak az elképzelésnek, miszerint a látórendszer bizonyos színeket ellentétes párként kezel.
A háromszín-elmélet és az ellenszínelmélet sok éven keresztül versengett egymással, míg fel nem vetették, hogy egyesíthetők egy olyan kétszintű elméletben, melyben a háromszín-elmélet a receptorok szintjén, az ellenszínelmélet pedig magasabb szinteken érvényes.

#### A színek három dimenziója
Az észlelt színeket általában három dimenzió mentén jellemezzük.
1. A színárnyalat a színek nevével leírt minőségre utal, azt a tulajdonságot jelöli, amely elkülöníti például a vöröset, a zöldet, a kéket, stb.
2. Az élénkség a színes felületről visszaverődő fény mennyiségét jelzi.
3. A telítettség a fény tisztaságát jelenti. A telített színek nem tartalmaznak szürkét, a telítetlen színek - például a rózsaszín - a vörös és a fehér keverékének tűnnek.

## A színészlelés mechanizmusa
Newton megmutatta, hogy a fény és a szín összetett kapcsolatban vannak egymással, és hogy különböző színek, hullámhosszak összetétele ugyanahhoz a színélményhez vezet. Ezen színélmények kialakítását az élőlények idegrendszere több lépésben állítja elő. Első lépésben a csap típusú vizuális receptorok fényérzékeny pigmentjei végzik a feldolgozást, majd ezek információit a retinális ganglionok továbbítják az oldalsó genikulátus maghoz (corpus geniculatum laterale), a végső színélményt pedig még magasabb szintű vizuális központok adják.
Az egyes fázisokban megfigyelhető észlelési állapotokra egy-egy, egymást kiegészítő elmélet létezik. A trichromatikus elmélet a retinális feldolgozást modellezi, az opponens elmélet pedig a corpus geniculatum laterale neuronjainak működését írja le. Az emberi látás során a fény hullámhosszát először három, spektrálisan széles és egymást nagymértékben átfedő csapfotopigment elemzi. Ezek eredményei azután a kromatikus és az akromatikus csatornákat táplálja.

### Monokromáttól a trikromát látásig
A fotopigmentek különbséget tesznek egyes hullámhosszok között úgy, hogy bizonyos hullámhosszú fényeket hatékonyabban nyelnek el, de bármilyen hullámhosszú is az elnyelt fény, ugyanazt az eseményt idézi elő a vizuális receptorban. Vagyis a receptor válaszát csupán az elnyelt fény mennyisége határozza meg, nem szolgál információval az elnyelt fény hullámhosszáról. Ez az univariancia elve.(Naka és Rushon, 1966) Ez alapján a csupán egy fotopigment-típust tartalmazó szem nem lenne képes színlátásra, hiszen képtelen lenne az egyes hullámhosszok megkülönböztetésére, minden a szürke árnyalatait öltené. Az ilyen szemet monokromátnak nevezzük. Félhomályban minden ember monokromát látású, mert a csap típusú receptorai nem reagálnak a gyenge fényre, csak a pálcikái segítségével építi fel idegrendszere a látott képet, ami ennek következtében szürkeárnyalatos lesz.
A két típusú fotopigmenttel rendelkező (dikromát) szem várhatóan jobban disztingvál, mivel a kétpigmentes rendszerben nem egy, hanem kétféleképpen nyilvánul meg az elnyelt energia. Az egyes fotopigmentek válasza ebben az esetben is attól függ, milyen a fényelnyelési karakterisztikája a pigmentnek az adott hullámhosszú fényre. Így bármely hullámhossz egy válaszpárt fog kiváltani, ami jelen esetben is függ a fényerősségtől, ellenben arányaik függetlenek ettől (hiszen mindkét válasz a fényerősség hatására ugyanolyan mértékben változik, ezért hányadosuk nem függ a fényerősség-változástól). Így a bikromát szem néhány hullámhossz információt ki tud vonni a fényből. Ellenben könnyen összezavarható is, hiszen egy adott válaszpár aránya elérhető különféle hullámhosszú fények összetételével.
Három csappigment esetén minden hullámhossz egy válaszhármast generál, a különböző csappigmentek fényelnyelési képességének megfelelően. Ideális karakterisztikával rendelkező fotopigmenthármas esetén ezek válasza csak bizonyos hullámhossz összetételű fénnyel érhető el. Egy ilyen fotopigmenthármast tartalmazó szemet trikromátnak nevezünk, ilyen az emberi szem is. Ezt – vagyis, hogy a színészlelés három eltérő pigment válaszával kezdődik az ember esetén is  - Young-Heimholtz elméletnek nevezzük, alkotóik után: Hermann von Helmholtz német pszichológus és Thomas Young angol orvos egyszerre alkották meg a fenti teóriát.

### Csappigmentek
Az emberi szemben alapvetően három eltérő csaptípus létezik, melyek fényelnyelési tulajdonságát mikro-spektrofotometriával térképezték fel (egy csapot adott hullámhosszú fénysugárral ingerelve meghatározhatjuk, hogy mennyi fény abszorbeálódik a sugárzottból). Minden pigmenttípus egy bizonyos hullámhosszú fényre a legérzékenyebb, az ember három csapja esetén ez megközelítőleg 420, 530 és 560 nm-nél van. Az érzékenységi maximumok szerint három csaptípust különítünk el: a rövidhullám-érzékenyeket (S csapok), a középhullám-érzékenyeket (M csapok) és a hosszúhullám-érzékenyeket (L csapok). Egy adott típusú csap a hullámhosszak széles tartományát nyeli el, de ezek a tartományok – különösen az M és az L csapok esetén – erősen átfedik egymást. Ezért a gyakran emlegetett elmélet, miszerint adott csaptípus csak egy adott színre érzékeny (S csapok a kékre, M csapok a zöldre, L csapok a vörösre), helytelen.
A színlátás pszichofizikai vizsgálatai azt is megmutatták, hogy egy-egy szemünk egymilliónál kevesebb S csapot tartalmaz, míg megközelítőleg 1,3 millió és 700 ezer L és M csapot. Az S csapok kis számban vannak jelen a foveán, majd hirtelen a maximális koncentrációjukat érik el, s a látógödörtől (fovea centralis, az éleslátásért felelős terület) távolodva – az M és L csapokhoz hasonlóan – számuk körben csökken a középpontól távolodva. Az L és M csapok a látógödörben vannak nagy számban. Ezért szemünk perifériáján a látásunk akromatikussá válik, a tárgyak alakját felismerjük, de színtelennek hatnak.

### Kromatikus és az akromatikus rendszer

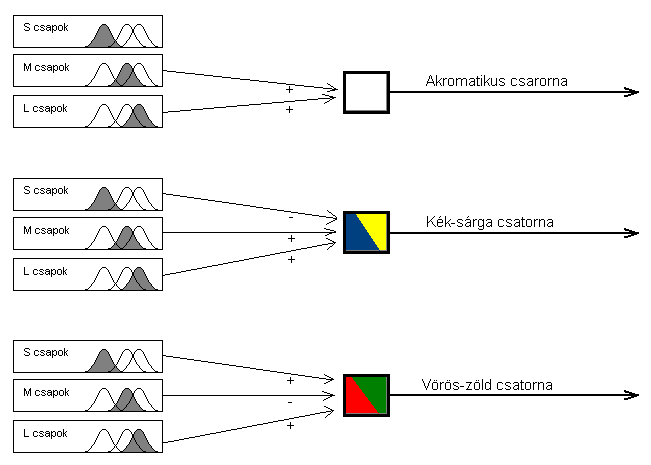
Az akromatikus és kromatikus csatornák

A három csaptípustól eredő jeleket (válaszhármasokat) egy akromatikus és két kromatikus rendszer dolgozza fel. A képen látható nyilak az egyes csatornatípusok fényelnyelése során keletkező jelet mutatják. Ezeket a jeleket az idegrendszer kétféleképpen kezeli: vagy összeadja őket (‘+’ jel a nyilak között), vagy a különbségüket veszi (‘+’ jel a nyilak között). Az akromatikus csatornában az L és az M csapok összegződnek, vagyis a csatorna aktivitása az L és M csapok összaktivitásától függ, ezzel elvesztve a hullámhossz-információt
A kék-sárga csatorna, az első kromatikus rendszer, a képnek megfelelően az S csapok jelzéseit az L és az M csapok aktivitásának összegéhez hasonlítja.
A másik kromatikus csatorna, a vörös-zöld csatorna, az M csapok ingerlésének valamint az L és M csapok ingerlésének különbségét jelzi.
A három csaptípus válaszainak ilyen átalakítása az eredetinél több és használhatóbb információt juttat a magasabb szintű látási központokhoz. Például, a napból érkező összetett fehér fény esetén a két kromatikus csatorna aktivitása nulla, ellenben az akromatikus csatorna egyértelműen az összesített fényerősséget közvetíti. Buchsbaum és Gottschal (1983) mutatta meg, - különféle információkódolási sémákat összehasonlítva - hogy az emberi agy a csapok válaszainak a lehetséges legjobb felhasználását valósítja meg.

## Színkonstancia
A külvilág tárgyai által visszavert fény függ a tárgy fényelnyelési tulajdonságaitól és a rávetülő fény spektrális összetételétől. Ha fényforrásnak a nap fényét vesszük, akkor az utóbbi tényező napszakoknak megfelelően állandóan változik, mégis - bár a szemünkbe elérő fény is változik - semmiféle változást nem észlelünk a tárgyak színében: a zöld fű szinte mindig zöldnek látszik, a sárga rózsa is sárgának.
Színkonstancia (színállandóság) a neve annak a jelenségnek, amikor egy tárgy színe a ráeső fény spektrumának változása ellenére állandó marad. Ez a konstancia - az alakkonstancia és a világosságkonstanciához hasonlóan - a környezetünk észlelésének állandóságát segíti elő (a tárgyak napszaktól függetlenül történő felismerését).
Számos konstancia elmélet szerint a vizuális rendszerünk a megvilágítás spektrális tulajdonságából, és a tárgy felületének fényvisszaverő tulajdonságából eredő információk különbségét használja fel az állandó színérzet kialakításához. A megvilágítás változásai általában a színhely nagy területeit befolyásolják, míg az adott tárgy spektrális fényvisszaverő tulajdonságának megváltozása csak a látótérnek egy kis részére korlátozódik. Így a retinaképben megjelenő alacsony téri frekvenciák az általános megvilágítás spektrális jellemzőiről közvetíthetnek információt, míg a magasabb téri frekvenciák az egyedi tárgyak fényvisszaverő tulajdonságairól adnak információt, így reprezentálja a kétféle tulajdonságot idegrendszerünk. Ez a rendszer abban az esetben téved, ha a megvilágítás egy kis területre koncentrálódik (ami természetes környezetben nagyon ritka jelenség), ekkor a tárgy színe - a megvilágító fényforrás spektrumtartalma alapján - megváltozik.

## Színkeverés

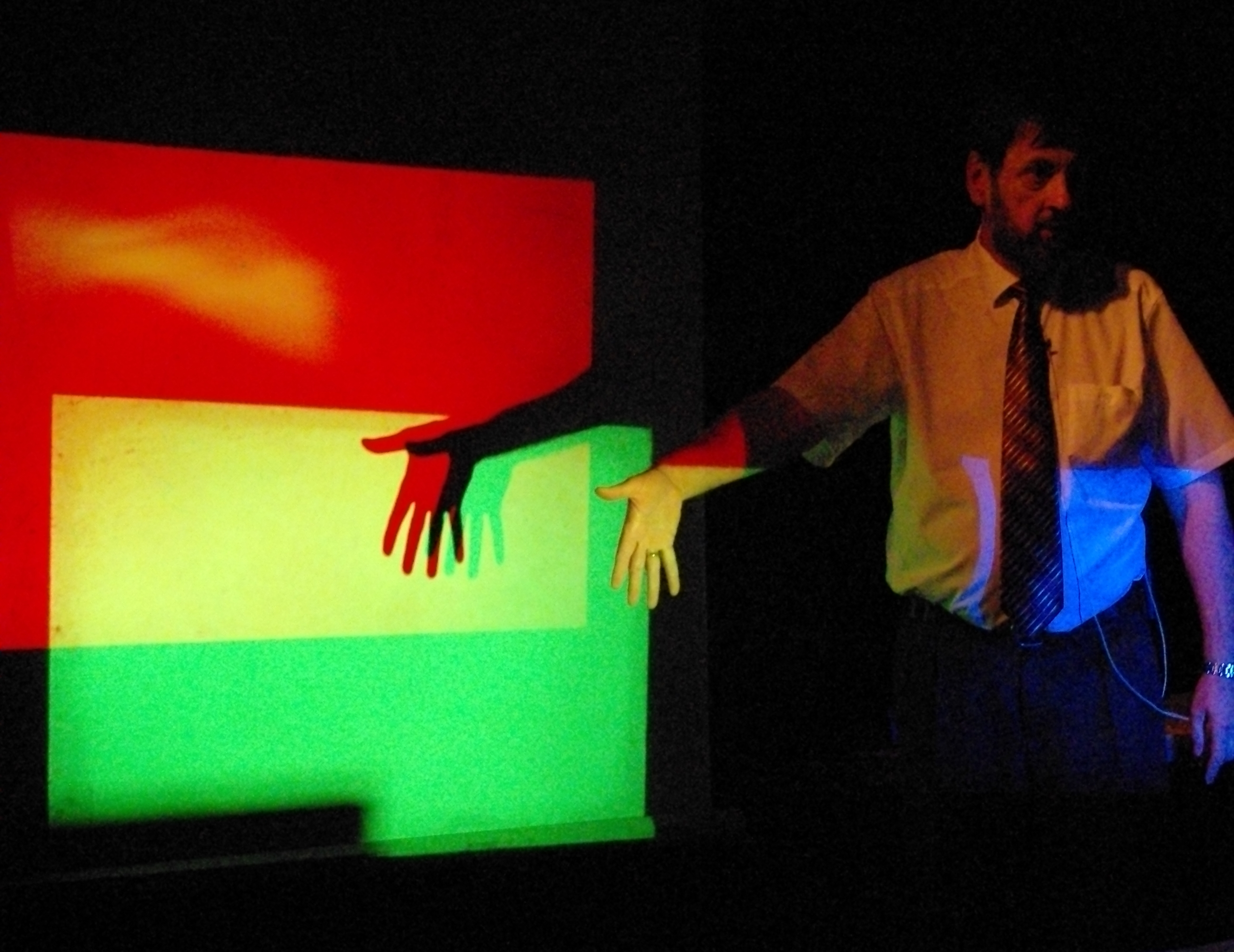
Additív színkeverés

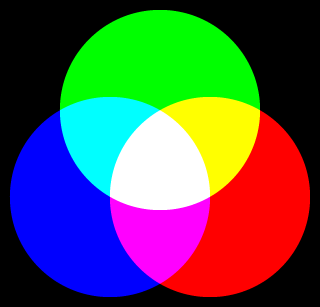
Alapszínek additív keverése

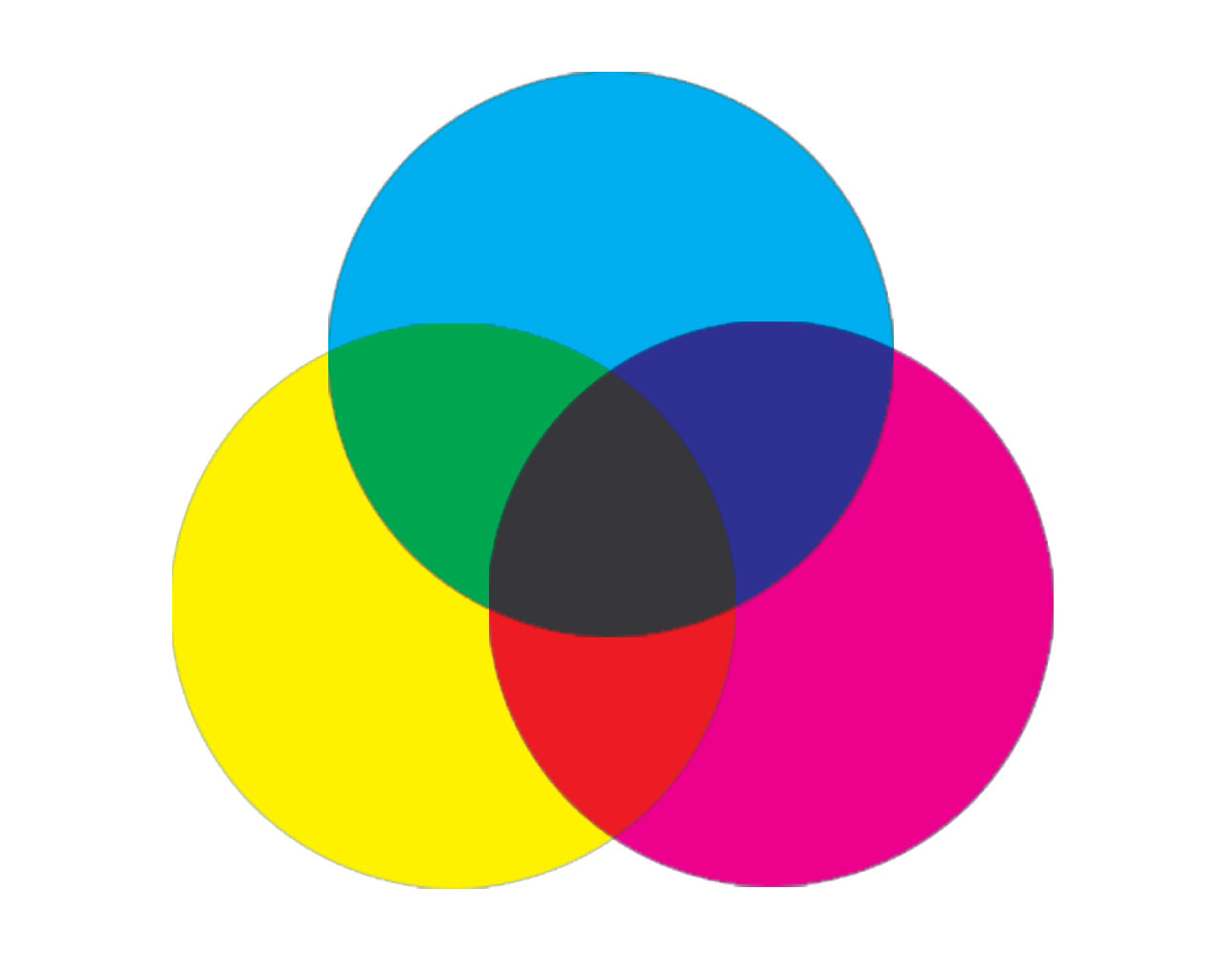
Alapszínek szubtraktív keverése

Vörös + zöld + kék additív keverése. A teljes méretű SVG képet nézzük közelről, majd nagyobb távolságból!

### Fizikai színkeverés
A fizikai színkeverés két fajtája: az additív és a szubtraktív színkeverés.
1. Additív, vagyis összeadó színkeverés: a fényforrások fényének összeadása. Nem jelenik meg a természetben és az emberek sem régóta használják. A televízió képernyőjének színe is ilyen additív folyamat eredménye. A készülék képcsöve csak három színt tartalmaz (kék, vörös, zöld), szemünk azonban összeadja ezeket a százezernél is több színes pontokat, idegrendszerünk jellemzői pedig számos szín észlelését teszik lehetővé. Newton is az additív keverést alkalmazta, amikor kísérletében egymásra vetítette a különböző hullámhosszú fényeket. Ha a vörös kivételével a többi színt újra egyesítjük, zöldet kapunk, mely a prizmára ejtve ismét színeire bomlik, a vörössel egyesítve pedig fehér fényt eredményez. A narancs és a kék, az ibolya és a sárga színek is fehér fénnyé egészítik ki egymást. Az ilyen színeket komplementer, azaz kiegészítő színeknek nevezzük.
2. Szubtraktív, vagyis kivonó színkeverés: úgy jön létre, ha egy széles frekvenciatartományban sugárzó fényforrás fényéből valamilyen módon kivonunk bizonyos tartományokat (festékek keverésekor, illetve szűrők kombinálásakor). Ha például kék és sárga festéket keverünk össze, a zöld különböző árnyalatait kapjuk. A szubtraktív színkeverést már 25 ezer évvel ezelőtt is használták az emberek a barlangrajzok készítésekor.

### Pszichológiai színkeverés
Pszichológiai színkeverés esetén beszélhetünk tiszta színekről, melyek nem tűnnek számunkra más kromatikus (a színtartalom nagyobb, mint 0) árnyalatok keverékének, ilyen a piros, a zöld, a kék és a sárga, illetve beszélhetünk keverék színekről.

### Színkontraszt
Színélményünk változik annak hatására, hogy színpárokat egymás mellé helyezünk. Ez a jelenség a színkontraszt, melynek leggyakoribb jelensége a szimultán kontraszt. Lényege, hogy egy felület észlelt színe nemcsak az adott felület reflektanciájától függ, hanem a körülötte lévő más felületektől is.
A két legjellegzetesebb kontrasztszín a barna és a fekete (Csépe 2007, 145). Előbbit azért nevezzük kontrasztszínnek, mert csak más színek kontextusában látjuk barnának, ha kiemeljük ebből a kontextusból, élénk narancssárgát fogunk látni. A feketét sokan azért tartják kontrasztszínnek, mert csak más színek hátterében észlelhető (a televízió képernyője például kikapcsolt állapotban szürke, bekapcsolt állapotban viszont már látunk fekete színeket, ennek oka pedig a környezetében lévő sokkal élénkebb színekkel való élesebb kontraszt).

## Fordítás
- Ez a szócikk részben vagy egészben  a   Color vision című angol Wikipédia-szócikk fordításán alapul.  Az eredeti cikk szerkesztőit annak laptörténete sorolja fel. Ez a jelzés csupán a megfogalmazás eredetét és a szerzői jogokat jelzi, nem szolgál a cikkben szereplő információk forrásmegjelöléseként.